# (7904) Morrow
Pour les articles homonymes, voir Morrow.
(7904) Morrow est un astéroïde de la ceinture principale.

## Description
(7904) Morrow est un astéroïde de la ceinture principale. Il fut découvert le 1er mai 1997 à Socorro (Nouveau-Mexique) par le projet LINEAR. Il présente une orbite caractérisée par un demi-grand axe de 2,52 UA, une excentricité de 0,13 et une inclinaison de 2,3° par rapport à l'écliptique.

## Compléments